# NGC 4634
NGC 4634 је спирална галаксија у сазвежђу Береникина коса која се налази на NGC листи објеката дубоког неба.
Деклинација објекта је + 14° 17' 46" а ректасцензија 12h 42m 40,8s. Привидна величина (магнитуда) објекта NGC 4634 износи 12,7 а фотографска магнитуда 13,4. NGC 4634 је још познат и под ознакама UGC 7875, MCG 3-32-86, CGCG 99-112, IRAS 12401+1434, CGCG 100-2, VCC 1932, KCPG 351B, PGC 42707.